# Gianfranco Ravasi

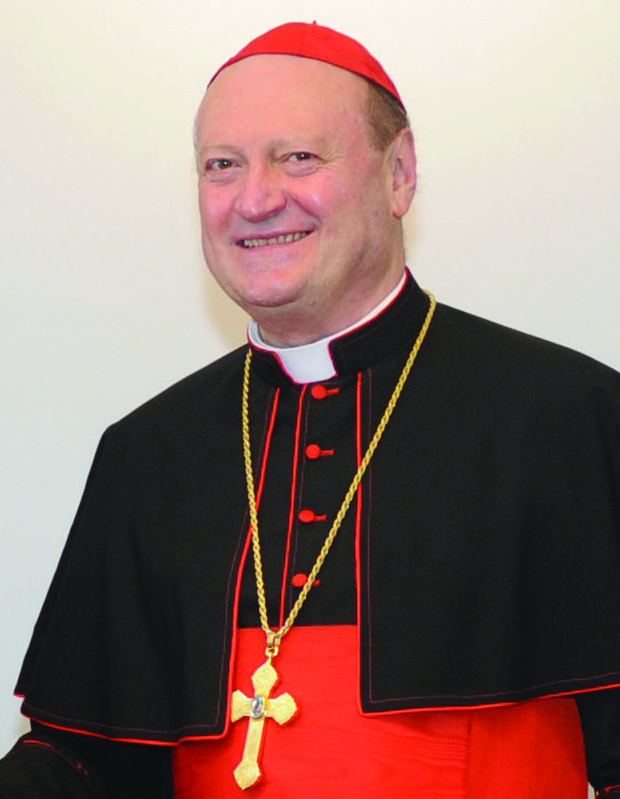
Kardinal Ravasi (2012)

Wappen von Gianfranco Kardinal Ravasi

Gianfranco Kardinal Ravasi (* 18. Oktober 1942 in Merate, Lombardei, Italien) ist ein Kurienkardinal der römisch-katholischen Kirche.

## Leben
Ravasi empfing am 28. Juni 1966 durch Giovanni Umberto Kardinal Colombo das Sakrament der Priesterweihe. Gianfranco Ravasi war Professor für Biblische Exegese an der Theologischen Fakultät von Norditalien in Mailand von 1989 bis 2007 Präfekt der Biblioteca Ambrosiana, ebenfalls in Mailand. Er ist Mitglied der Päpstlichen Bibelkommission. Ravasi beherrscht ein Dutzend antike und moderne Sprachen. Er ist Autor zahlreicher Bücher. Er war langjähriger Kommentator der Lesungen zum Sonntag im italienischen Fernsehen.
Am 22. Juni 1995 erhob ihn Papst Johannes Paul II. zum Apostolischen Protonotar. Ravasi schrieb 2007 für Benedikt XVI. die Meditationen für den Kreuzweg am Kolosseum.
Papst Benedikt XVI. ernannte ihn am 3. September 2007 in Nachfolge von Paul Kardinal Poupard zum Präsidenten des Päpstlichen Rates für die Kultur und zum Titularerzbischof von Villamagna in Proconsulari. Weiterhin wurde Gianfranco Ravasi Präsident der Päpstlichen Kommission für die Kulturgüter der Kirche (seit 2013) und Präsident der Päpstlichen Kommission für Christliche Archäologie (2013–2022). Die Bischofsweihe spendete ihm Benedikt XVI. am 29. September 2007 im Petersdom. Mitkonsekratoren waren Tarcisio Kardinal Bertone und Marian Kardinal Jaworski.
Im feierlichen Konsistorium vom 20. November 2010 nahm ihn Benedikt XVI. als Kardinaldiakon mit der Titeldiakonie San Giorgio in Velabro in das Kardinalskollegium auf.
Seit 20. November 2007 ist er Mitglied des Päpstlichen Rates für den Interreligiösen Dialog und seit 11. Dezember 2010 Mitglied der Kongregation für das Katholische Bildungswesen.
Am 11. Februar 2011 schaltete er sich als Präsident des Päpstlichen Kulturrats in die Debatte um das Modell des Multikulturalismus ein, das zuvor von einer Reihe europäischer Staatsoberhäupter für gescheitert erklärt worden war. Er schloss sich dieser Einschätzung an, sprach sich stattdessen für Interkulturalität aus und kündigte ein offizielles Vatikandokument hierzu an. Im Februar 2013 stand er den jährlichen päpstlichen Exerzitien zur Fastenzeit vor. Nach dem Rücktritt Benedikts im selben Monat nahm Kardinal Ravasi am Konklave 2013 teil.
Am 29. März 2014 ernannte ihn Papst Franziskus zum Mitglied der Kongregation für die Institute geweihten Lebens und für die Gesellschaften apostolischen Lebens und am 28. Oktober 2016 zum Mitglied der Kongregation für den Gottesdienst und die Sakramentenordnung. Im November 2018 äußerte sich Kardinal Ravasi zu den sinkenden Zahlen gläubiger Katholiken in westlichen Ländern und warf vielen Klerikern vor, diese Realität auszublenden. Es sei wichtig, als katholische Kirche „religiöser Apathie“ mit stärkerer und zeitgemäßer Präsenz zu begegnen, wie Papst Franziskus es zeige.
Am 3. Mai 2021 wurde er von Papst Franziskus unter Beibehaltung seiner Titeldiakonie als Titelkirche pro hac vice zum Kardinalpriester ernannt.
Mit Inkrafttreten der Apostolischen Konstitution Praedicate Evangelium am 5. Juni 2022 wurde der Päpstliche Rat für die Kultur aufgelöst und dem Dikasterium für die Kultur und die Bildung (ehemals Kongregation für das katholische Bildungswesen) eingegliedert.
Am Konklave 2025 nimmt Kardinal Ravasi nicht teil, da er die Altersgrenze von 80 Jahren bereits überschritten hat.
Ravasi ist Ehren-Konventualkaplan des Souveränen Malteserordens.

## Ehrungen
- Ehrendoktorwürde in Anthropologie und Épistémologie der Religionswissenschaft an der Universität Urbino „Carlo Bo“ (2007)
- Großkreuz des Sterns von Rumänien (2008)
- Ehrendoktorwürde der Katholischen Universität Lublin für seine Verdienste um den Dialog zwischen Glaubenden und Nichtglaubenden (2012)
- Großes Bundesverdienstkreuz mit Stern und Schulterband des Verdienstordens der Bundesrepublik Deutschland (2019)[14]

## Werke
- Il libro dei Salmi, commento ed attualizzazione, 3 Bde., Bologna 1981–1985
- Gesù, una buona notizia, SEI, Torino 1982
- Qohelet. Il libro più originale e scandaloso dell’Antico Testamento, San Paolo, Cinisello Balsamo 1988
- Lettera ai Romani, Dehoniane, Bologna 1990
- Lettere ai Corinzi, Dehoniane, Bologna 1992
- Il racconto del cielo. Le storie, le idee, i personaggi dell’Antico Testamento, Mondadori, Milano 1995
- La Buona Novella. Le storie, le idee, i personaggi del Nuovo Testamento, Milano 1996
- Apocalisse, Piemme, Casale Monferrato 1999
- I monti di Dio. Il mistero della montagna tra parola e immagine, Cinisello Balsamo 2001
- I Comandamenti, San Paolo, Cinisello Balsamo 2002
- Il linguaggio dell’amore, Qiqajon, Bose 2005
- Il libro della Sapienza, (2 CDs), Qiqajon, Bose 2007

deutsch
- Das Evangelium nach Lukas. Eine erste Hinführung. Verlag Neue Stadt München 1994, ISBN 3-87996-314-2
- Der Jordan. Fluß zwischen zwei Testamenten Oesch Verlag 1995, ISBN 3-85833-429-4, zusammen mit Fred Mayer
- Das Evangelium nach Johannes. Eine erste Hinführung. Verlag Neue Stadt München 1996, ISBN 3-87996-330-4, zusammen mit Stefan Liesenfeld (Übersetzer)
- Du hörst doch mein Rufen?. Verlag Neue Stadt München 1999, ISBN 3-87996-502-1
- Das Evangelium nach Markus. Eine erste Hinführung . Verlag Neue Stadt München 1999, ISBN 3-87996-297-9
- Hiob. Der Mensch im Leid. Verlag Neue Stadt München 2005, ISBN 3-87996-647-8
- Über die Liebe. Biblische Weisheit und menschliche Erfahrung. Verlag Neue Stadt München 2007, ISBN 3-87996-722-9, mit Wolfgang Bader (Übersetzung)
- Kreuzweg – mit Benedikt XVI. am Kolosseum. Herder Freiburg 2007, ISBN 3-451-29865-1, zusammen mit Benedikt XVI.
- Die vier Evangelien. Hinführungen und Erläuterungen. Verlag Neue Stadt München 2013, ISBN 978-3-87996-986-9, zusammen mit Stefan Liesenfeld (Übersetzer)
- Sünde. Versuche vom verfehlten Leben. EOS Verlag, St. Ottilien 2013, ISBN 978-3-8306-7641-6.